# 迈济耶尔莱梅斯
迈济耶尔莱梅斯（法語：Maizières-lès-Metz，法語發音：[mɛzjɛʁ lɛ mɛs]），法国东北部城市，大东部大区摩泽尔省的一个市镇，隶属于梅斯区，其市镇面积为8.92平方公里，2022年1月1日时人口数量为11,725人，在法国城市中排名第841位。
迈济耶尔莱梅斯位于摩泽尔省西北部，摩泽尔河谷左岸，梅斯和蒂永维尔之间，因其境内的Walygator主题公园而闻名。

## 地名来源
“Maizières”一名最初以“Maidera”的形式被记载，该名称可能出自拉丁语“Maceria”，意为“栅栏、墙壁”，“-lès-Metz”（意为“在梅斯附近”）这一后缀自1847年起成为当地官方名称的一部分。
1871至1919年间，迈济耶尔莱梅斯的官方名称为“Maizières-bei-Metz”；1941至1944年间，占领迈济耶尔莱梅斯的纳粹德军将此地称为“Machern-bei-Metz”。

## 历史

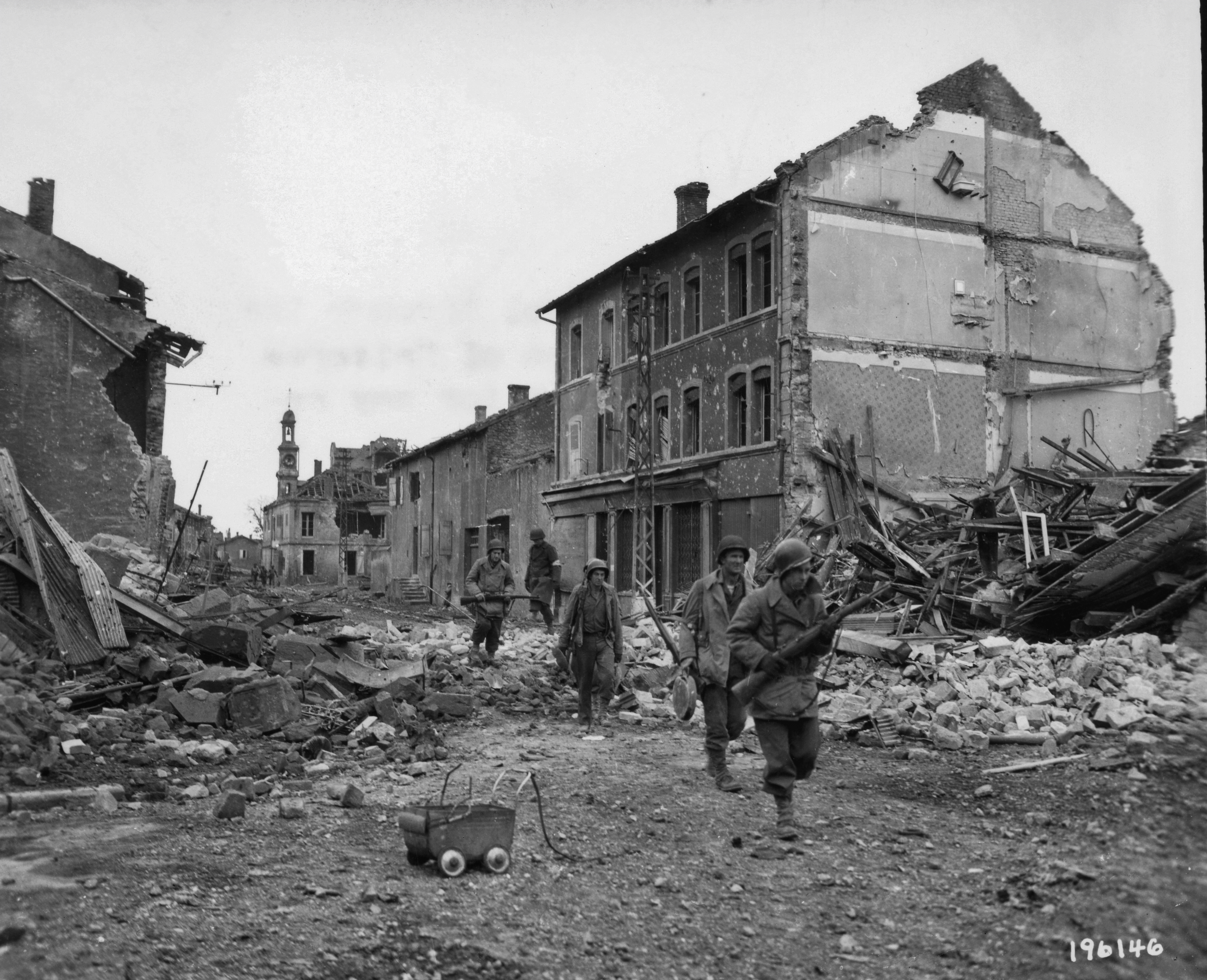
被空袭后的迈济耶尔莱梅斯

迈济耶尔莱梅斯的早期历史尚不清楚。根据当地官方网站的论述，迈济耶尔莱梅斯最初于公元977年被记载，彼时当地为圣皮埃尔欧诺南修道院的一处林地。中世纪末，迈济耶尔成为三主教管区的一部分，后于18世纪被法兰西王国获得。法国大革命后，迈济耶尔成为摩泽尔省的一个市镇。途径迈济耶尔莱梅斯的梅斯—祖夫根铁路于1859年全线建成通车。普法战争结束后，迈济耶尔莱梅斯所处的阿尔萨斯-洛林被德意志帝国占领，后者利用洛林煤钢资源在此兴建炼钢炉，迈济耶尔莱梅斯由此逐渐成为一座工业城市，当地出现了工人社区。1918年一战结束后，迈济耶尔莱梅斯及阿尔萨斯-洛林根据《凡尔赛条约》重返法国，迈济耶尔莱梅斯改属梅斯乡区。二战期间，纳粹德军占领迈济耶尔莱梅斯，战争末期美国空军为剿灭藏匿于此的纳粹德军而对迈济耶尔莱梅斯进行了大规模轰炸，致使当地80%的房屋被毁。二战结束后，迈济耶尔莱梅斯启动战后重建工程，并为安置各海外殖民地居民而兴建公寓楼。1989年4月，迈济耶尔莱梅斯境内的Walygator主题公园建成营业。
在行政区划方面，自1973年，迈济耶尔莱梅斯成为同名县的县治，后于2015年被改建为摩泽尔勒锡永县。2015年1月1日，梅斯乡区与梅斯城区合并成为梅斯区。

## 地理

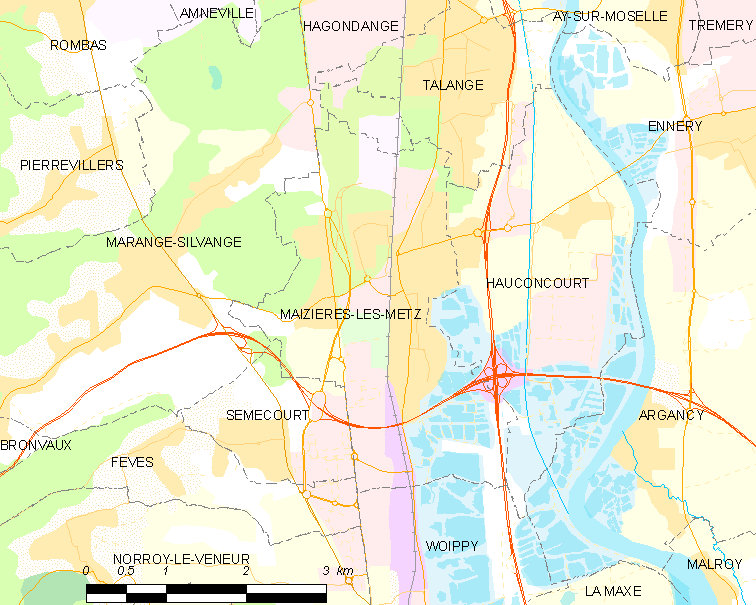
迈济耶尔莱梅斯市镇范围地图

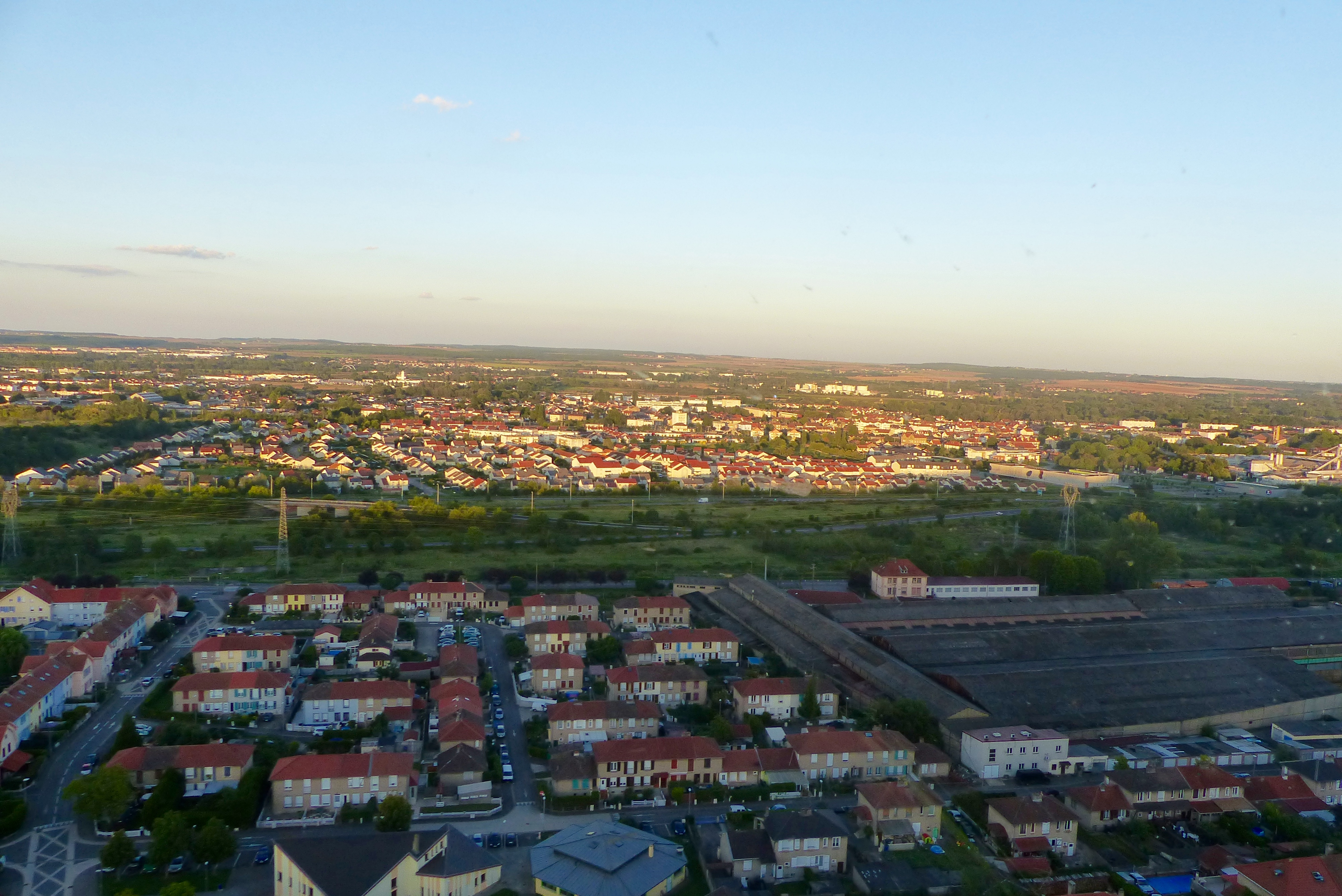
航拍迈济耶尔莱梅斯镇中心

迈济耶尔莱梅斯位于法国东北部，大东部大区东北部和摩泽尔省西北部，距离省会梅斯大约14公里。与迈济耶尔莱梅斯接壤的市镇包括：欧孔库尔、阿贡当日、马朗日-锡尔旺日、塔朗日、瑟梅库尔、费沃和瓦皮。

### 地形
迈济耶尔莱梅斯位于摩泽尔河谷平原腹地，境内以平原为主，市镇中心地势较为平坦，市镇最西端的拉贝树林地区地势略高，全境海拔在159到206米之间。

### 水文
迈济耶尔莱梅斯位于莱茵河流域范围内，摩泽尔河干流自南向北流经市镇东界以东三公里处，该河在迈济耶尔莱梅斯境内留下了洪水滞留形成的湖泊，经人工改造成为绿地公园。比耶龙底部溪（ruisseau du Fond de Billeron）自西向东流经迈济耶尔莱梅斯镇中心。

### 植被
迈济耶尔莱梅斯属于温带阔叶混交林区，市中心的迈德拉谷公园（Parc du Val Maidera）是当地的主要城市绿地，林地多分布于市区西部。
在鲜花城市的评比中，迈济耶尔莱梅斯被评为2星级鲜花城市。

### 气候
迈济耶尔莱梅斯在柯本气候分类法中属于温带海洋性气候（Cfb）。
距离迈济耶尔莱梅斯最近的常年气象站位于马朗库尔境内，以下为该气象站的数据（其中日照数据取自梅斯气象站）：
| 马朗库尔 1981年－2019年 | 马朗库尔 1981年－2019年 | 马朗库尔 1981年－2019年 | 马朗库尔 1981年－2019年 | 马朗库尔 1981年－2019年 | 马朗库尔 1981年－2019年 | 马朗库尔 1981年－2019年 | 马朗库尔 1981年－2019年 | 马朗库尔 1981年－2019年 | 马朗库尔 1981年－2019年 | 马朗库尔 1981年－2019年 | 马朗库尔 1981年－2019年 | 马朗库尔 1981年－2019年 | 马朗库尔 1981年－2019年 |
| 月份                    | 1月                     | 2月                     | 3月                     | 4月                     | 5月                     | 6月                     | 7月                     | 8月                     | 9月                     | 10月                    | 11月                    | 12月                    | 全年                    |
| ----------------------- | ----------------------- | ----------------------- | ----------------------- | ----------------------- | ----------------------- | ----------------------- | ----------------------- | ----------------------- | ----------------------- | ----------------------- | ----------------------- | ----------------------- | ----------------------- |
| 历史最高温 °C（°F）     | 15.2 (59.4)             | 19.2 (66.6)             | 23.9 (75.0)             | 27.9 (82.2)             | 32.4 (90.3)             | 35.3 (95.5)             | 36.5 (97.7)             | 38.2 (100.8)            | 32.1 (89.8)             | 26.2 (79.2)             | 19.9 (67.8)             | 15.6 (60.1)             | 38.2 (100.8)            |
| 平均高温 °C（°F）       | 3.5 (38.3)              | 5.2 (41.4)              | 9.8 (49.6)              | 14.1 (57.4)             | 18.6 (65.5)             | 21.7 (71.1)             | 24 (75)                 | 23.6 (74.5)             | 19.1 (66.4)             | 13.8 (56.8)             | 7.7 (45.9)              | 4.1 (39.4)              | 13.8 (56.8)             |
| 日均气温 °C（°F）       | 1.1 (34.0)              | 2 (36)                  | 5.7 (42.3)              | 9 (48)                  | 13.2 (55.8)             | 16.1 (61.0)             | 18.4 (65.1)             | 18.1 (64.6)             | 14.4 (57.9)             | 10.1 (50.2)             | 5 (41)                  | 2 (36)                  | 9.6 (49.3)              |
| 平均低温 °C（°F）       | −1.3 (29.7)             | −1.2 (29.8)             | 1.6 (34.9)              | 3.9 (39.0)              | 7.9 (46.2)              | 10.5 (50.9)             | 12.7 (54.9)             | 12.5 (54.5)             | 9.7 (49.5)              | 6.4 (43.5)              | 2.3 (36.1)              | −0.2 (31.6)             | 5.4 (41.7)              |
| 历史最低温 °C（°F）     | −17.9 (−0.2)            | −15.6 (3.9)             | −14.6 (5.7)             | −6.1 (21.0)             | −1.4 (29.5)             | −0.1 (31.8)             | 2.9 (37.2)              | 2.9 (37.2)              | 1.3 (34.3)              | −3.4 (25.9)             | −10.8 (12.6)            | −15.5 (4.1)             | −17.9 (−0.2)            |
| 平均降水量 mm（）       | 83.5 (3.29)             | 69.8 (2.75)             | 75.5 (2.97)             | 59.5 (2.34)             | 70.6 (2.78)             | 70.7 (2.78)             | 75.7 (2.98)             | 70.6 (2.78)             | 78 (3.1)                | 85.2 (3.35)             | 82.4 (3.24)             | 97.5 (3.84)             | 919 (36.2)              |
| 月均日照時數            | 46.1                    | 73.3                    | 119.8                   | 169.8                   | 173.3                   | 211.7                   | 200.1                   | 186.9                   | 149                     | 104.6                   | 46.5                    | 39.4                    | 1,520.5                 |
| 来源：infoclimat.fr     |                         |                         |                         |                         |                         |                         |                         |                         |                         |                         |                         |                         |                         |

## 行政区划
迈济耶尔莱梅斯的市镇编号为57433，邮政编号为57280。
在行政管理方面，迈济耶尔莱梅斯隶属于法国大东部大区摩泽尔省梅斯区；在地方选举方面，迈济耶尔莱梅斯是摩泽尔勒锡永县的中央投票站所在地，其市镇范围全境被划入摩泽尔省第一选区；在社会管理方面，迈济耶尔莱梅斯是摩泽尔河岸市镇公共社区的办公驻地。
截至2024年2月，迈济耶尔莱梅斯市镇范围内暂无任何{link-fr|城市敏感街区|Zone urbaine sensible}}及城市政策优先街区。
法国国家统计与经济研究所（简称）在进行数据统计时，将迈济耶尔莱梅斯及相邻的另外42个市镇设为梅斯城市核心区，并将包括核心区在内的周边共214个市镇划为梅斯城市区。自2020年起，梅斯城市区被包含245个市镇的梅斯城市辐射区代替。此外，还将迈济耶尔莱梅斯市镇分为了6个“块区”（IRIS），以便于统计人口分布情况。

## 交通

### 公路
A4高速公路和A31高速公路在市区东南部互通，摩泽尔省省道D52线、D112F线、D153L线和D953线在迈济耶尔莱梅斯境内交汇。大东部大区下属的摩泽尔省的城际客运46线、48线、49线、75线和77线经停迈济耶尔莱梅斯，可通往梅斯、蒂永维尔、阿扬日、隆维、欧丹勒蒂什、诺鲁瓦勒沃讷尔等地。
2020年，82.4%的迈济耶尔莱梅斯家庭拥有至少一辆私人汽车。2021年，迈济耶尔莱梅斯境内共发生各类交通事故5起，造成5人受伤，其中3人重伤。
| 35 | 1.8 |

| 梅斯 | 14 |

| 蒂永维尔 | 19 |

| 阿贡当日 | 5 |

### 铁路

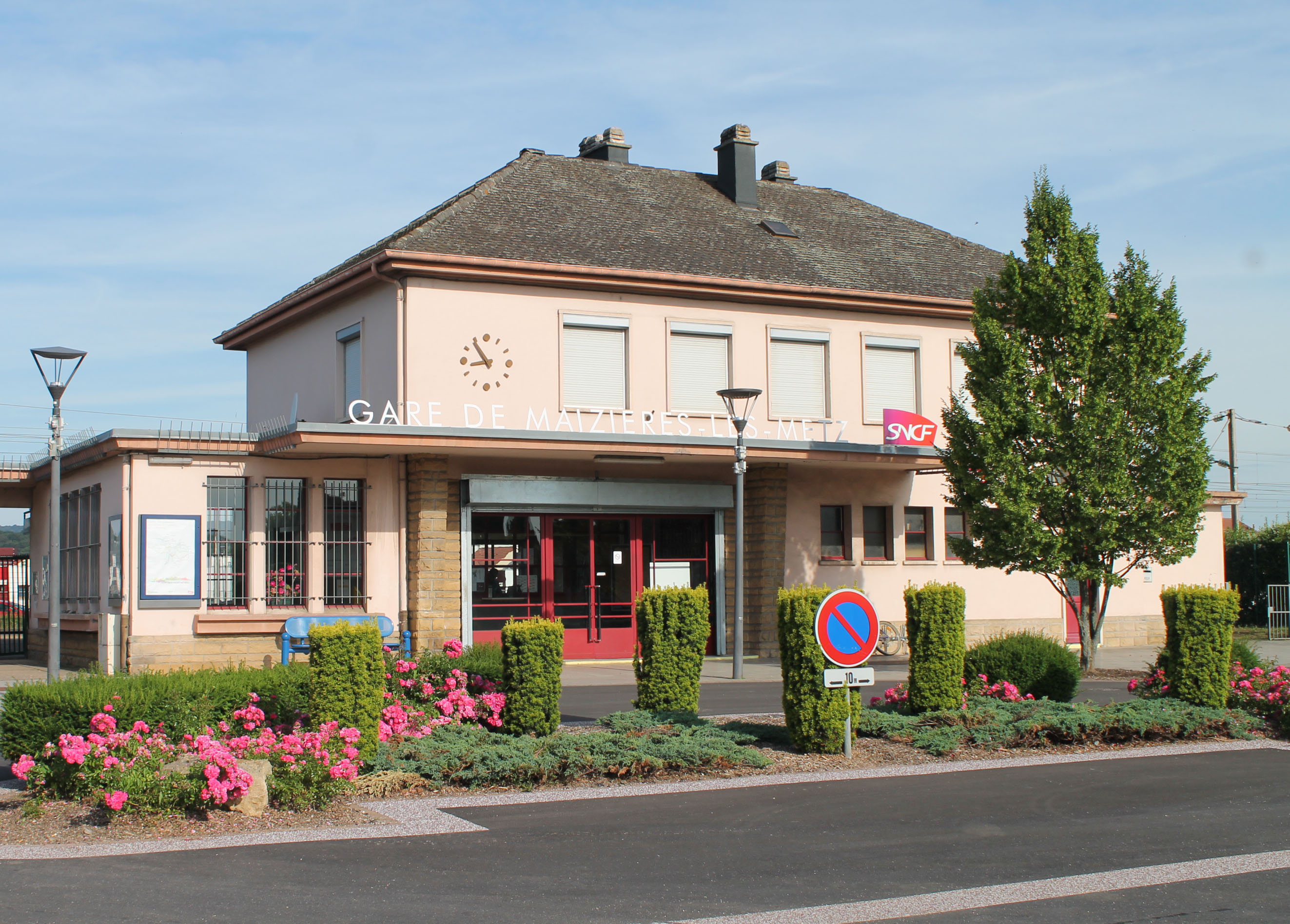
迈济耶尔莱梅斯火车站

迈济耶尔莱梅斯位于梅斯—祖夫根铁路上。迈济耶尔莱梅斯站位于市区北部，停靠往返于蒂永维尔和梅斯一线的区域列车，部分班次可直通卢森堡及南锡。此外市区北部还建有Walygator公园站以方便前往Walygator主题公园。

### 航空
迈济耶尔莱梅斯距离梅斯-南锡-洛林机场和卢森堡国际机场的公路里程分别大约42公里和61公里。

### 城市公共交通
截至2024年2月，迈济耶尔莱梅斯暂无城市公共交通系统。

## 政治

### 市政内阁

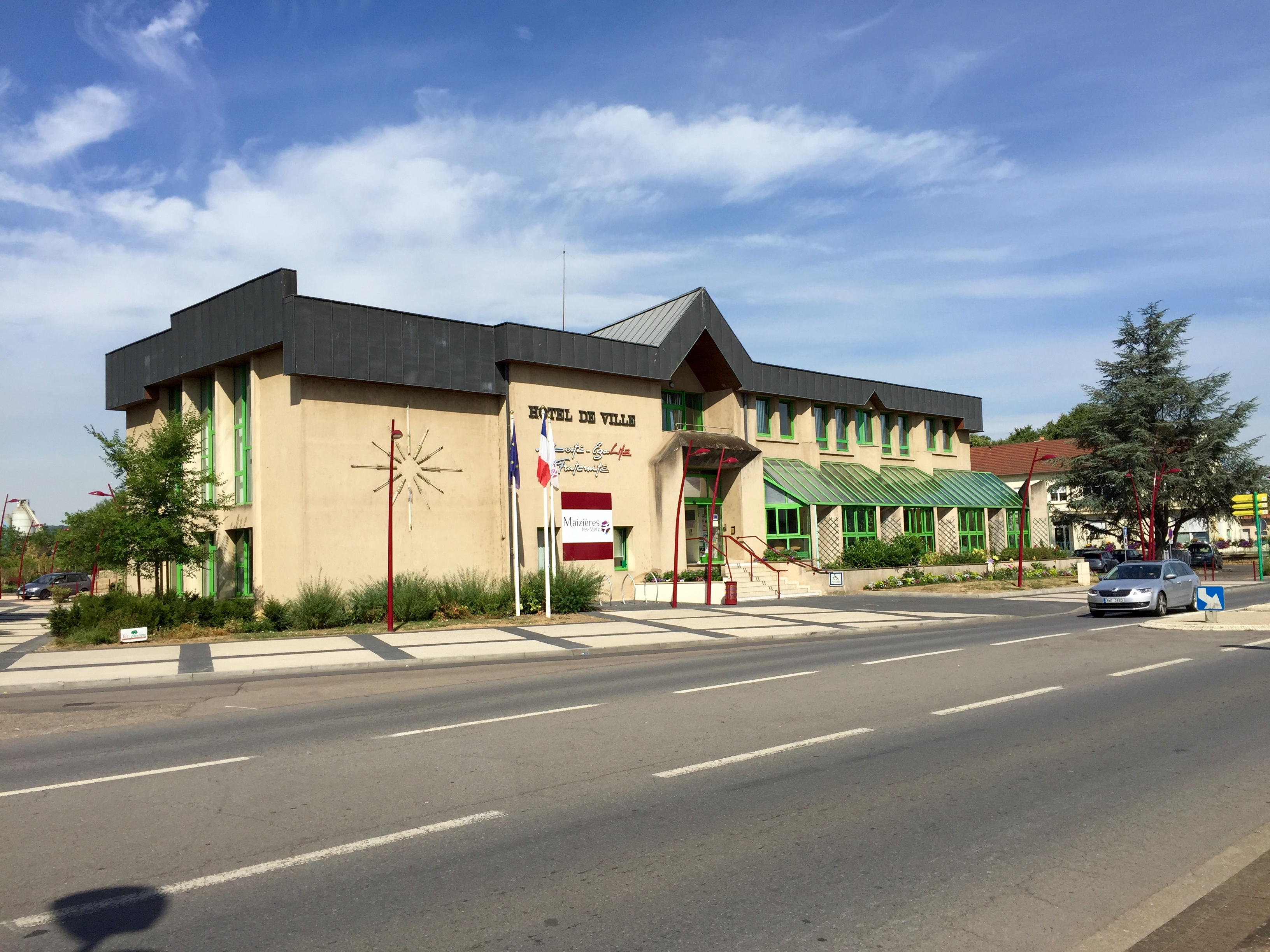
迈济耶尔莱梅斯市政厅

迈济耶尔莱梅斯的现任市长为朱利安·弗赖布格尔先生（Julien FREYBURGER），他是一名右翼无党派人士，在2020年的市政选举中获得了65.96%的支持率。
| 迈济耶尔莱梅斯历届市长 | 迈济耶尔莱梅斯历届市长               | 迈济耶尔莱梅斯历届市长              |
| 任期                   | 市长                                 | 党派                                |
| ---------------------- | ------------------------------------ | ----------------------------------- |
| 1945年－1965年         | Gustave BARTHÉLEMY 古斯塔夫·巴泰勒米 | DVD右翼无党派人士                   |
| 1965年－1995年         | Maurice DEMANGE 莫里斯·德芒热        | UDR共和国保卫联盟 →RPR保衛共和聯盟  |
| 1995年－2014年         | Gérard TERRIER 热拉尔·泰里耶         | PS社会党                            |
| 2014年－               | Julien FREYBURGER 朱利安·弗赖布格尔  | 無黨籍 →LR共和黨 →DVD右翼无党派人士 |

### 各级选举
| 迈济耶尔莱梅斯历届投票选举结果 | 迈济耶尔莱梅斯历届投票选举结果 | 迈济耶尔莱梅斯历届投票选举结果 | 迈济耶尔莱梅斯历届投票选举结果 | 迈济耶尔莱梅斯历届投票选举结果  | 迈济耶尔莱梅斯历届投票选举结果 | 迈济耶尔莱梅斯历届投票选举结果 | 迈济耶尔莱梅斯历届投票选举结果  | 迈济耶尔莱梅斯历届投票选举结果 | 迈济耶尔莱梅斯历届投票选举结果 |
| 选举项目                       | 选举范围                       | 选区单位                       | 选区单位内的选举结果           | 选区单位内的选举结果            | 选区单位内的选举结果           | 选区单位内的选举结果           | 选区单位内的选举结果            | 选区单位内的选举结果           | 参考资料                       |
| 选举项目                       | 选举范围                       | 选区单位                       | 第一轮胜出者                   | 第一轮胜出者                    | 支持率                         | 第二轮胜出者                   | 第二轮胜出者                    | 支持率                         | 参考资料                       |
| ------------------------------ | ------------------------------ | ------------------------------ | ------------------------------ | ------------------------------- | ------------------------------ | ------------------------------ | ------------------------------- | ------------------------------ | ------------------------------ |
| 2017年法國總統選舉             | 法國                           | 市镇                           |                                | 玛丽娜·勒庞                     | 28.47%                         |                                | 埃马纽埃尔·马克龙               | 56.76%                         | [ 24 ]                         |
| 2017年法国立法选举             | 摩泽尔省第一选区               | 市镇                           |                                | 贝勒海尔·贝勒哈达德             | 24.79%                         |                                | 贝勒海尔·贝勒哈达德             | 55.57%                         | [ 24 ]                         |
| 2019年欧洲议会选举             | 法國                           | 市镇                           |                                | 若尔丹·巴尔代拉                 | 30.28%                         | （不适用）                     | （不适用）                      | （不适用）                     | [ 26 ]                         |
| 2021年法国省级选举             | 摩泽尔省                       | 县                             |                                | 朱利安·弗赖布格尔 瓦莱丽·罗米伊 | 47.45%                         |                                | 朱利安·弗赖布格尔 瓦莱丽·罗米伊 | 69.67%                         | [ 27 ]                         |
| 2021年法国省级选举             | 摩泽尔省                       | 市镇                           |                                | 朱利安·弗赖布格尔 瓦莱丽·罗米伊 | 53.65%                         |                                | 朱利安·弗赖布格尔 瓦莱丽·罗米伊 | 70.18%                         | [ 27 ]                         |
| 2021年法国大区选举             | 大東部大區                     | 市镇                           |                                | 让·罗特纳                       | 28.81%                         |                                | 让·罗特纳                       | 39.06%                         | [ 28 ]                         |
| 2022年法国总统选举             | 法國                           | 市镇                           |                                | 玛丽娜·勒庞                     | 29.65%                         |                                | 埃马纽埃尔·马克龙               | 50.46%                         | [ 24 ]                         |
| 2022年法国立法选举             | 摩泽尔省第一选区               | 市镇                           |                                | 格雷瓜尔·拉卢                   | 28.6%                          |                                | 格雷瓜尔·拉卢                   | 52.81%                         | [ 24 ]                         |

## 人口
2021年，迈济耶尔莱梅斯市镇人口数量为11,792，在法国排名第841位。其中男性5,766人，女性6,010人，75岁及以上人口占8.1%，外籍人口数量为860人，人口密度为1,337人/平方公里，当地居民被称为（男性）或（女性）。2022年，迈济耶尔莱梅斯境内出生135人，死亡人口112人。
| 迈济耶尔莱梅斯1900年－2021年人口变化情况 |
|                                          |
| 数据来源：Cassini、INSEE                 |

## 经济
迈济耶尔莱梅斯是一个区域性的中心城市，也是梅斯的一个卫星城。截至2024年2月，迈济耶尔莱梅斯市镇范围内共有各类用人单位（包含自雇）1,062家，平均历史为14年，其中99.63%为中小型企业（PME），2023年12月至2024年2月间，当地的经济活力指数为0.09%。（电机）、（预制板建材）及（大型游乐公园）是当地2021年营业额最高的三个企业，分别为62,420,061欧元、19,424,733欧元和5,504,519欧元。

## 财政与居民收入
2022年，迈济耶尔莱梅斯的财政收入总额为13,184,800欧元，财政支出总额为12,122,900欧元，当年的债务总额为4,292,890欧元。2022年，迈济耶尔莱梅斯市镇通过增值税获得252,140欧元的收入，此外当地还共获得了454,690欧元的国家直接财政补助。
| 迈济耶尔莱梅斯居民收入情况                       | 迈济耶尔莱梅斯居民收入情况 | 迈济耶尔莱梅斯居民收入情况 | 迈济耶尔莱梅斯居民收入情况 |
| 内容                                             | 迈济耶尔莱梅斯             | 法国                       | 统计年份                   |
| ------------------------------------------------ | -------------------------- | -------------------------- | -------------------------- |
| 征税家庭总数                                     | 4,807                      | 1,081（法国市镇平均）      | 2022年                     |
| 居民平均月收入                                   | 2,082欧元                  | 2,435欧元                  | 2022年                     |
| 高级职员人均月收入                               | 3,456欧元                  | 4,331欧元                  | 2021年                     |
| 中级职员人均月收入                               | 2,382欧元                  | 2,470欧元                  | 2021年                     |
| 普通职员人均月收入                               | 1,693欧元                  | 1,801欧元                  | 2021年                     |
| 贫困率                                           | 19%                        | 14.5%                      | 2020年                     |
| 青壮年（15至64岁）失业率                         | 12.6%                      | 7.4%                       | 2020年                     |
| 征税家庭数量占比                                 | 36.7%                      | 45.5%                      | 2020年                     |
| 家庭年均纳税                                     | 2,106欧元                  | 4,393欧元                  | 2022年                     |
| 资料来源：INSEE、L'Internaute、Le Journal du Net |                            |                            |                            |

## 社会事务

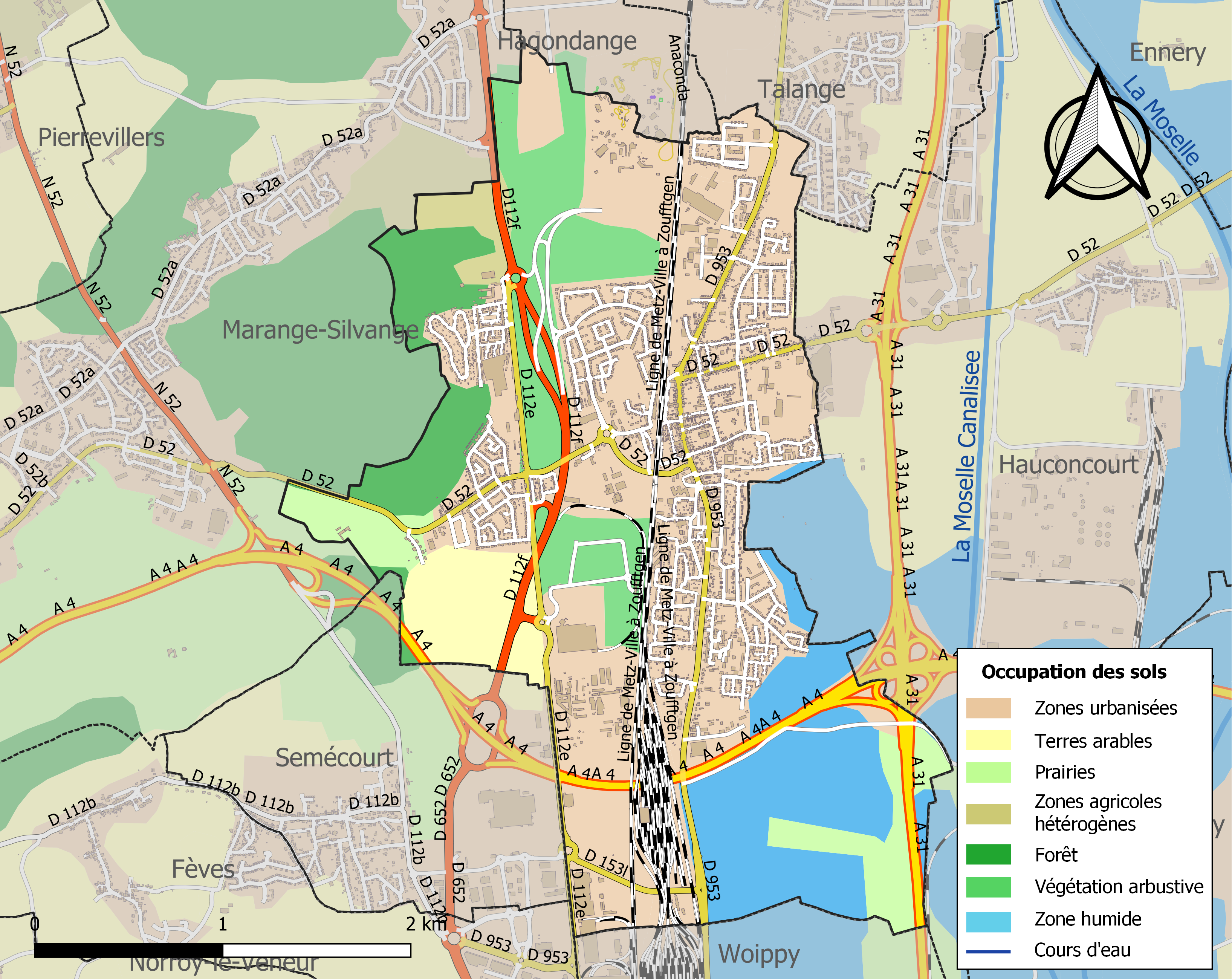
迈济耶尔莱梅斯土地利用情况地图

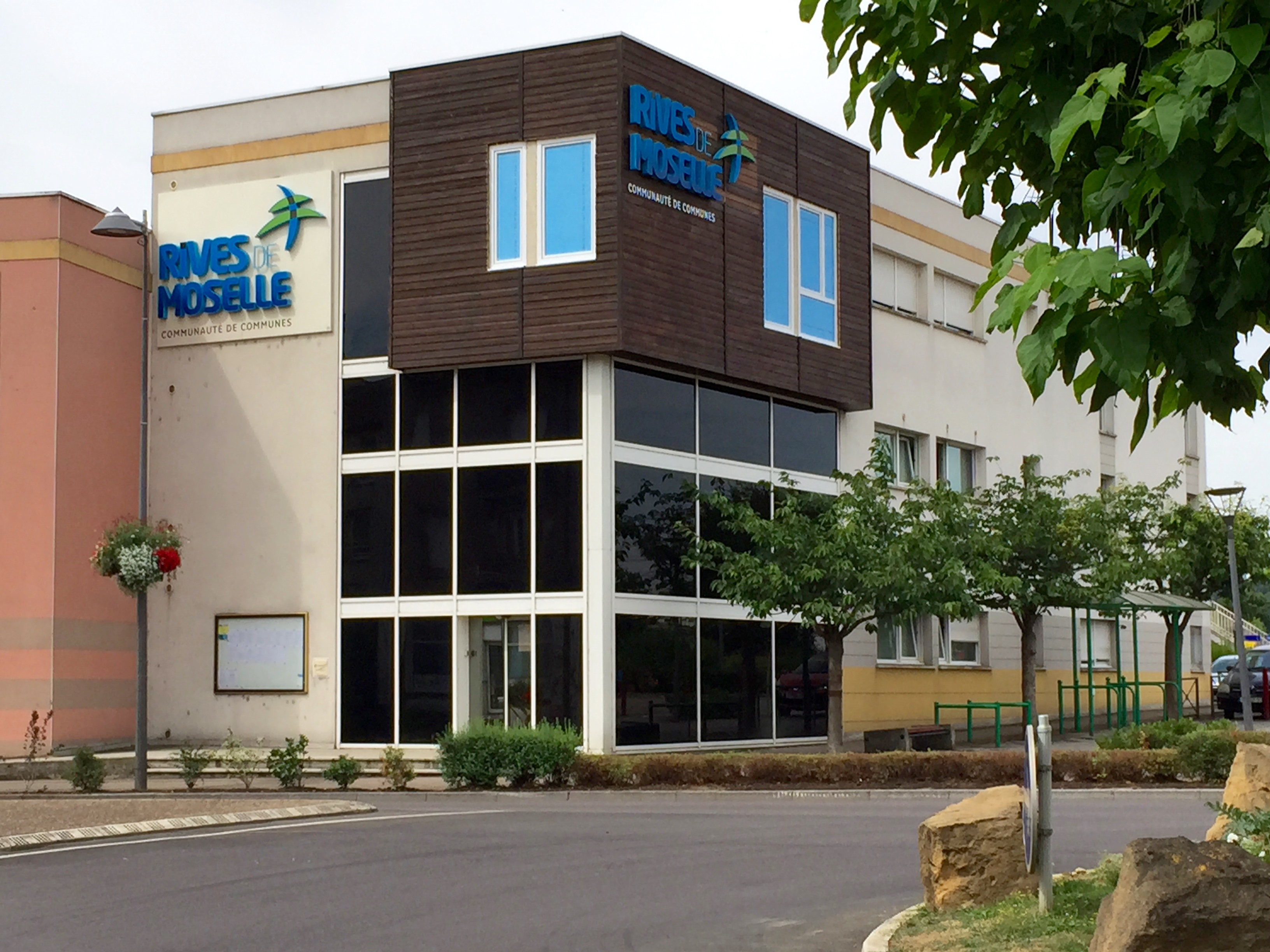
市镇公共社区办公楼

### 教育
迈济耶尔莱梅斯属于南锡-梅斯学区。截至2021年1月1日，迈济耶尔莱梅斯境内共有6所幼儿园、4所小学和1所初级中学。2021至2022学年度，迈济耶尔莱梅斯境内共有在校中等教育阶段学生848名。

### 医疗
截至2021年1月1日，迈济耶尔莱梅斯境内共有全科医生7名、保健师3名、牙医5名、护士15名和助产士1名。境内共有药房3家、养老院2家。
距离迈济耶尔莱梅斯最近的区域性医疗机构为梅斯-蒂永维尔大区中心医院，其主病区梅尔西医院（Hôpital de Mercy）位于梅斯东南部，距离迈济耶尔莱梅斯市区的正常车程大约22分钟，该院设有床位780个，是摩泽尔省规模最大的公立综合性医院。

### 住房
2020年，迈济耶尔莱梅斯境内共有各类住房5,363套，其中50.7%为独立式住宅，48.8%为集中式住宅。常住房屋占迈济耶尔莱梅斯市镇范围内居民建筑总量的94.7%。
在住房保障政策方面，2022年，迈济耶尔莱梅斯境内共有881户家庭获得了住房经济补助，受益人数占总人口数量的7.5%，其中827份为房租补助。

### 商业
2021年，迈济耶尔莱梅斯境内共有各类实体商铺146家，其中餐厅18家、大型超市2家、杂货店2家、面包房6家、装饰品店1家、银行门店4家、美容美发店13家、汽车维修店13家。迈济耶尔莱梅斯镇中心西侧建有一家E.Leclerc超市，市区最北端还有一家Colruyt超市。

### 体育
2021年，迈济耶尔莱梅斯境内共有1家游泳池、5间体育馆、1座综合体育场、8处网球场以及5处足球或橄榄球场。
截至2024年2月，迈济耶尔体育会（Entente Sportive Maizières，编号545515）是迈济耶尔莱梅斯境内唯一的一家注册足球俱乐部，其主队2023至2024赛季参加摩泽尔省足球联赛乙组（法国第十级别），其主场为卡米耶·马蒂厄体育中心（Complexe Camille Mathieu）。

### 环境
迈济耶尔莱梅斯的环境事务由其所属的摩泽尔河岸市镇公共社区联合各级政府协调负责。2021年，迈济耶尔莱梅斯境内共有3家污染企业。

### 治安
2021年，迈济耶尔莱梅斯市镇范围内有1处宪兵队。
迈济耶尔莱梅斯及其附近的共126个市镇是梅斯国家宪兵队（zone gendarmerie de Metz）的管辖范围。2020年，该宪兵队累计记录各类案件3,838起，其中盗窃类案件2,110起，经济类案件592起，毒品交易类案件138起。

## 文化

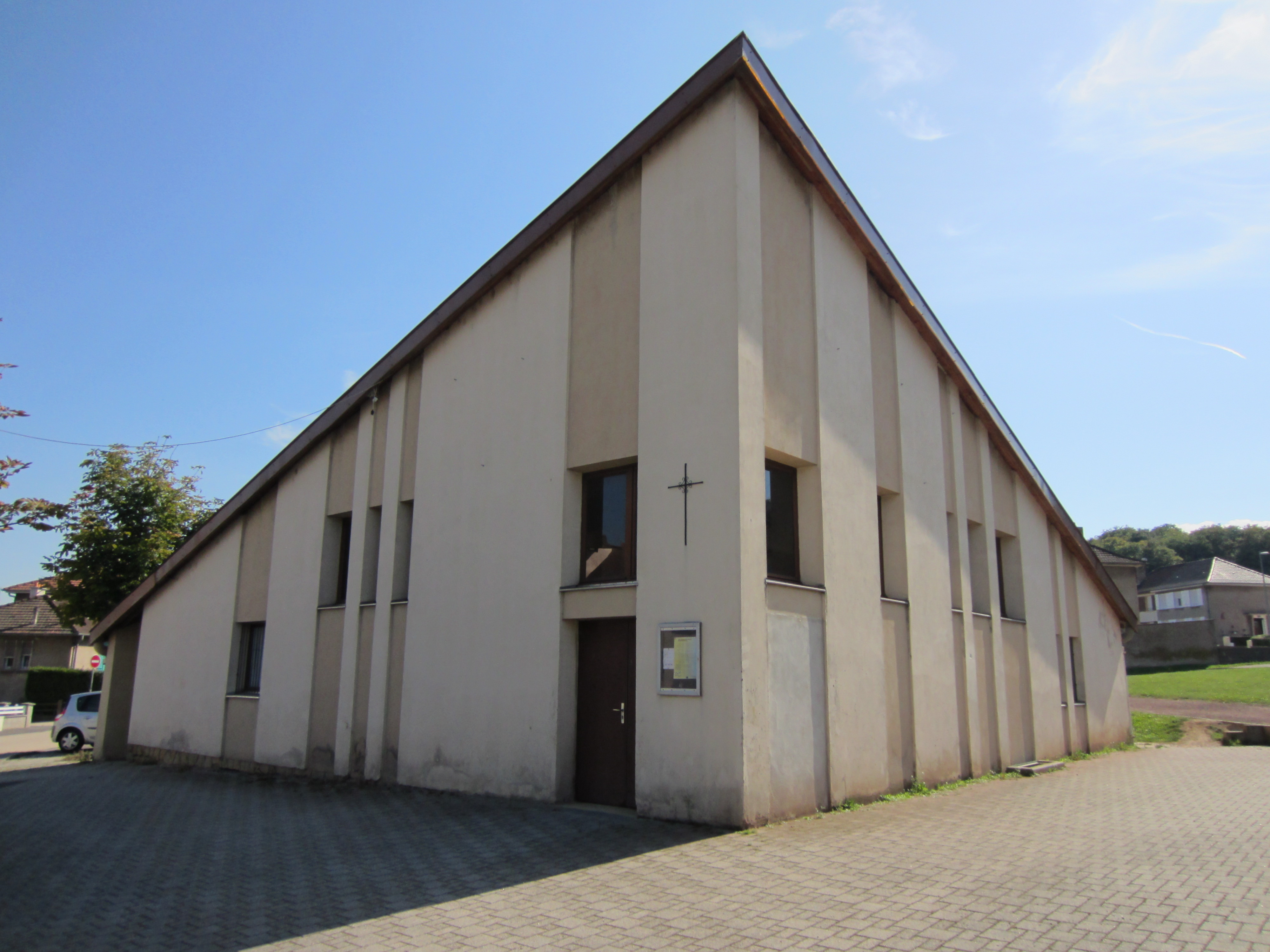
圣约瑟夫小教堂

2021年，迈济耶尔莱梅斯境内暂无任何文化设施。迈济耶尔莱梅斯境内建有乔治·布拉桑斯多媒体中心（Médiathèque Georges Brassens），每周二至六向公众开放。

### 建筑
迈济耶尔莱梅斯境内有多处历史建筑，其中圣约瑟夫小教堂（Chapelle Saint-Joseph de Maizières-lès-Metz）、新亚美尼亚使徒会教堂（Église Néo Apostolique de Maizières-lès-Metz）、代斯特剧场（Théâtre Dest）等是当地的代表性建筑物。

### 旅游
Walygator位于迈济耶尔莱梅斯市区北侧，是法国东北部的一处主题游乐园，2023年夏季累计接待游客数量约32万。
迈济耶尔莱梅斯的旅游事务由其所属的摩泽尔河岸市镇公共社区联合各级政府协调负责。2023年，迈济耶尔莱梅斯境内暂无任何游客接待设施。

### 媒体
法国主要的媒体均可在迈济耶尔莱梅斯接收，法国电视三台下属的大东部大区频道在部分时段播出迈济耶尔莱梅斯所在摩泽尔省的地方新闻。《洛林共和人报》、洛林阵营广播、摩泽尔电视台等是当地主要的地方性媒体。

## 相关人物
法国自行车运动员莫里斯·康坦出生于迈济耶尔莱梅斯。

## 友好城市
截至2024年2月，迈济耶尔莱梅斯共与三座城市建立了友好城市关系：
- 上加龙省 蒙塔斯特吕克-拉孔塞耶尔
- 德国 巴特温嫩贝格
- 波蘭 Bukowsko (gmina)